# Chalcides viridanus
Chalcides viridanus är en ödleart som beskrevs av  Johann Ludwig Christian Gravenhorst 1851. Chalcides viridanus ingår i släktet Chalcides och familjen skinkar. IUCN kategoriserar arten globalt som livskraftig.

## Underarter
Arten delas in i följande underarter:
- C. v. viridanus
- C. v. coeruleopunctatus